# Râul Iercicu
Râul Iercicu este un curs de apă, afluent al râului Apa Mare. 

## Hărți
- Harta județului Timiș